# انقلاب بنفش

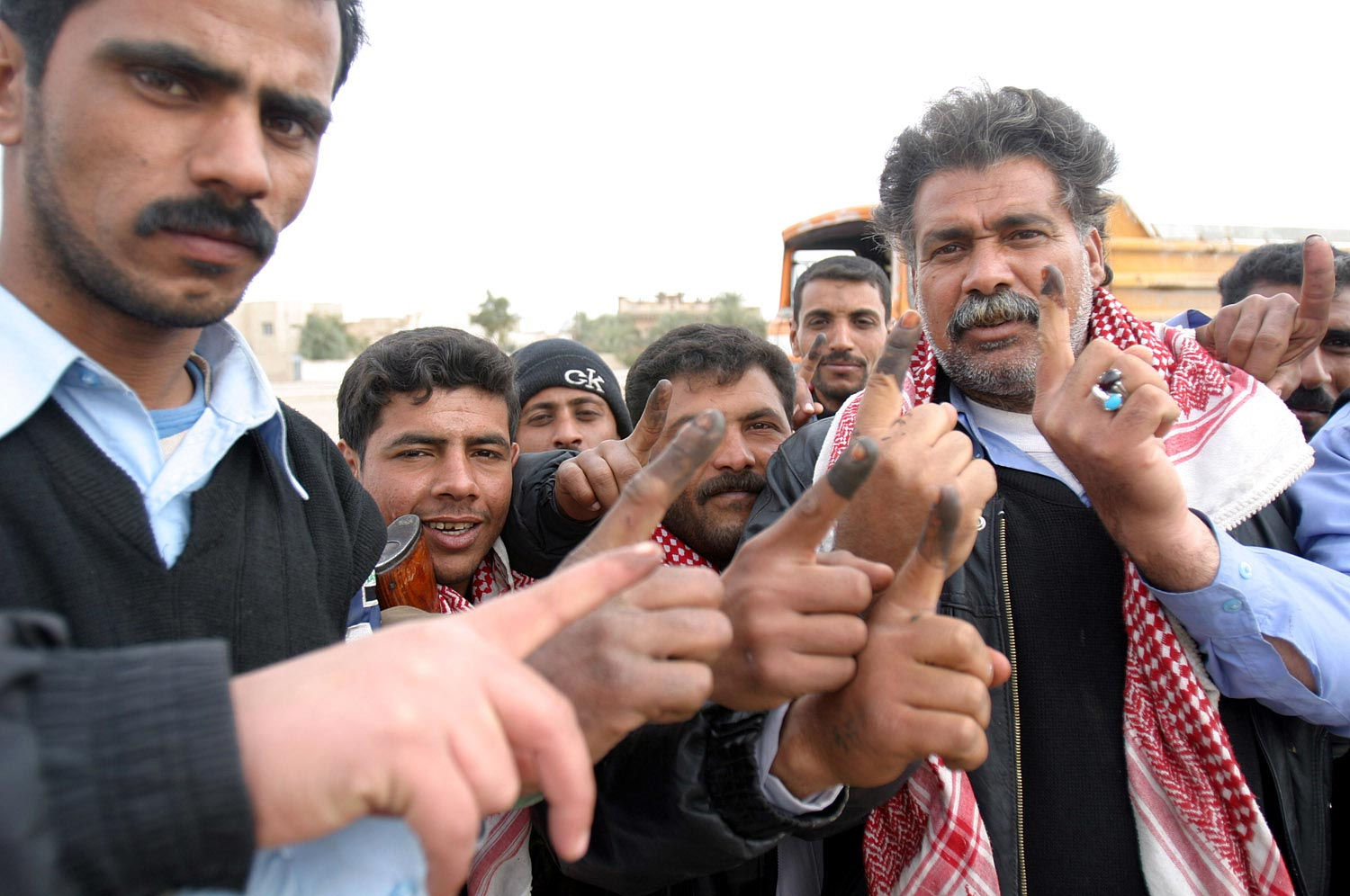
افسران پلیس عراقی در حال رای دادن بعد از انقلاب بنفش

انقلاب بنفش در اصطلاح به زمانی گفته می‌شود که رژیم صدام حسین در عراق توسط نیرو های آمریکایی سرنگون شد و دموکراسی را به عراق آورد.

رنگ بنفش از رنگ جوهری گرفته شده که در رای گیری از آن برای ثبت اثر انگشت استفاده می شود.

اولین بار این اصطلاح در وبلاگ های طرفداران حمله به عراق از طرف ایالات متحده استفاده شد و بعداً در بازدید پریزیدنت جورج دبیلو بوش در سال ۲۰۰۵ به گستردگی از این واژه استفاده شد.